# Juan Tuñas
Juan Tuñas Bajeneta (né le 17 juillet 1917 à La Havane et mort le 4 avril 2011 à Mexico) est un footballeur cubain, qui jouait en tant qu'attaquant.

## Biographie
Surnommé Romperredes (« casseur de filet ») en raison de sa grande puissance de tir, Tuñas joue pour les clubs havanais du Centro Gallego puis de la Juventud Asturiana. Il est sacré à quatre reprises meilleur buteur du championnat de Cuba, notamment en 1941 lorsqu'il marque 28 buts, total qui lui vaut d'être transféré au Mexique pour évoluer au Real Club España où il remporte le championnat amateur en 1941-42 et le championnat national en 1944-45. 
International cubain, il dispute la Coupe du monde 1938 en France où son pays crée l'exploit en éliminant la Roumanie (3-3 puis 2-1 en match d'appui) avant de se faire étriller 8-0 par la Suède en quarts-de-finale. 
Fin 2002, il se voit décerner le « Gloria del Deporte Cubano » à La Havane. Il termine sa vie au Mexique et est le dernier survivant de l'équipe cubaine du Mondial 1938 jusqu'à sa mort, survenue à l'âge de 94 ans.

## Palmarès
- Champion de Cuba en 1938, 1939, 1940 (Centro Gallego) et 1941 (Juventud Asturiana).
- Champion de la Ligue amateur du District Fédéral 1941-42 avec le Real Club España.
- Champion du Mexique en 1944-45 avec le Real Club España.
- Meilleur buteur du Championnat cubain de football en 1938, 1939, 1940 et 1941[2].